# Marc Edworthy
Marc Edworthy (Barnstaple, 1972. december 24. –) angol labdarúgó, aki jelenleg a Derby County csapatában játszik.

## Pályafutása

### Plymouth Argyle
Edworthy az 1991/92-es szezonban kezdte pályafutását a Plymouth Arglye csapatában. Négy évadott töltött el itt, melyek alatt kiesésben és feljutásban is volt része.

### Crystal Palace
1995 júniusában Edworthy a Crystal Palace-hoz igazolt, mely éppen akkor esett ki a Premier League-ből. Második ott töltött szezonjában a Sasok ismét feljutottak, majd utolsóként estek ki.

### Coventry City
1998. augusztus 26-án a Premiershipben szereplő Coventry Cityhez került. A Királykékek rögtön kiestek.

### Wolverhampton Wanderers
Edworthy 2002-ben került a Farkasokhoz, akiknek segített feljutni az élvonalba, de mindössze egy szezon után ingyen a Norwich Cityhez igazolt.

### Norwich City
Első norwichi szezonjában feljutáshoz segítette a Kanárikat, de a csapat azonnal visszakerült a másodosztályba. Edworthy még egy szezont töltött itt, majd ingyen a Derby Countyhoz került.

### Derby County
Edworthy tagja volt annak a csapatnak, mely a 2006/07-es szezonban rájátszással feljutott a Premiershipbe. A szurkolók szerint ő volt annak az évadnak a második legjobb játékosa.